# Un amore senza tempo - The Time Traveler's Wife
Un amore senza tempo - The Time Traveler's Wife (The Time Traveler's Wife) è una serie televisiva anglo-statunitense del 2022, basata sul romanzo La moglie dell'uomo che viaggiava nel tempo di Audrey Niffenegger. La serie è stata creata e scritta da Steven Moffat, che prese precedentemente ispirazione dal romanzo di Niffenegger per il suo lavoro sulla serie di fantascienza Doctor Who. Diretta da David Nutter, vede come protagonisti Theo James e Rose Leslie e ha debuttato il 15 maggio 2022 su HBO.
La serie è stata cancellata dopo la prima stagione.

## Episodi
| Stagione       | Episodi | Prima TV USA | Prima TV Italia |
| -------------- | ------- | ------------ | --------------- |
| Prima stagione | 6       | 2022         | 2022            |

## Personaggi e interpreti

### Principali
- Henry DeTamble, interpretato da Theo James (adulto), da Jason David (giovane) e da Brian Altemus (adolescente), doppiato da Marco Vivio (adulto), da Alex Santerini (giovane) e da Diego Follega (adolescente).
Viaggiatore del tempo dall'età di otto anni e bibliotecario.
- Clare Abshire, interpretata da Rose Leslie (adulta), da Everleigh McDonell (giovane) e da Caitlin Shorey (preadolescente), doppiata da Chiara Gioncardi (adulta), da Cecilia Salustri (giovane) e da Sofia Fronzi (preadolescente).
Giovane donna che incontra Henry in biblioteca e afferma di conoscerlo da tutta la sua vita.

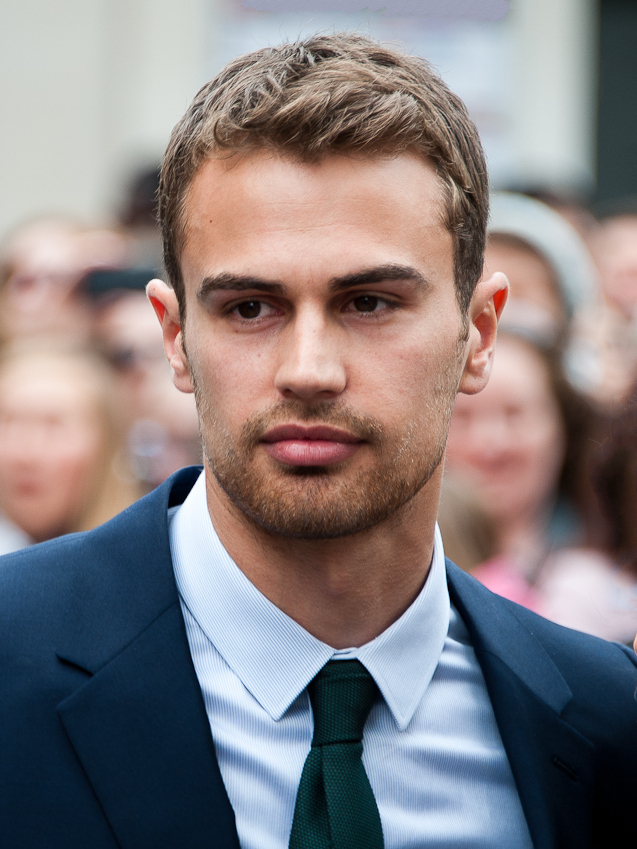
Theo James
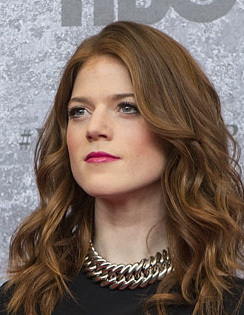
Rose Leslie

### Ricorrenti
- Gomez, interpretato da Desmin Borges, doppiato da Stefano Santerini.
Uno dei migliori amici di Clare segretamente innamorato di lei.
- Charisse, interpretata da Natasha Lopez, doppiata da Laura Amadei.
Confidente e compagna di stanza Clare e fidanzata di Gomez.
- Philip Abshire, interpretato da Micheal Park, doppiato da Stefano Billi.
Facoltoso avvocato di Chicago e padre di Clare.
- Lucille Abshire, interpretata da Jaime Ray Newman, doppiata da Raffaella Castelli.
Madre di Clare.
- Alicia Abshire, interpretata da Taylor Richardson, doppiata da Elisa Angeli.
Sorella minore di Clare.
- Mark Abshire, interpretato da Peter Graham, doppiato da Mattia Billi.
Fratello maggiore di Clare che studia giurisprudenza per seguire le orme del padre.
- Annette DeTamble, interpretata da Kate Siegel, doppiata da Selvaggia Quattrini.
Talentuosa cantante d'opera e madre di Henry.
- Richard DeTamble, interpretato da Josh Stamberg, doppiato da Francesco Sechi.
Padre di Henry, suonava il violino nella Chicago Philharmonic dove ha conosciuto Annette.
- Ingrid, interpretata da Chelsea Frei, doppiata da Valentina Mari.
Emotivamente fragile, usciva con Henry per un periodo prima che conoscesse Clare.
- Nell, interpretata da Marcia DeBonis, doppiata da Silvia Tortarolo.
Governante degli Abshire e amica di Clare.
- Ben, interpretato da Will Brill, doppiato da Andrea Lopez.
Ex collega di Henry in biblioteca.
- Jason Everleigh, interpretato da Spencer House, doppiato da Emanuele Ruzza.
Compagno di classe di Clare che rimane invischiato in una situazione animata con Henry.

## Produzione

### Sviluppo
La serie ha ricevuto l'ordine di produzione da parte di HBO il 31 luglio 2018. Il 1º luglio 2022 HBO ha cancellato la serie.

### Casting
Il 25 febbraio 2021 è stato reso noto che Rose Leslie e Theo James erano stati scelti per interpretare i protagonisti della serie. Nell'aprile 2021, Desmin Borges e Natasha Lopez si sono uniti al cast, così Caitlin Shorey, Everleigh McDonnell, Michael Park, Jaime Ray Newman, Taylor Richardson, Peter Graham, Brian Altemus, Jason David, Kate Siegel, Josh Stamberg, Chelsea Frei, Marcia DeBonis, Will Brill e Spencer House il mese successivo.

### Riprese
Le riprese principali sono iniziate nel maggio 2021 a New York e si sono concluse nell'ottobre successivo.

## Promozione
Il trailer è stato diffuso online il 21 aprile 2022.

## Distribuzione
La serie è stata trasmessa dall'emittente televisiva HBO a partire dal 15 maggio 2022. In Italia è andata in onda su Sky Serie dal 13 al 27 giugno 2022.

## Accoglienza
Sull'aggregatore di recensioni Rotten Tomatoes la prima stagione ottiene il 39% delle recensioni professionali positive, con un voto medio di 5,10 su 10 basato su 38 critiche, mentre su Metacritic ha un punteggio di 45 su 100 basato su 26 recensioni.